# 棕矮星

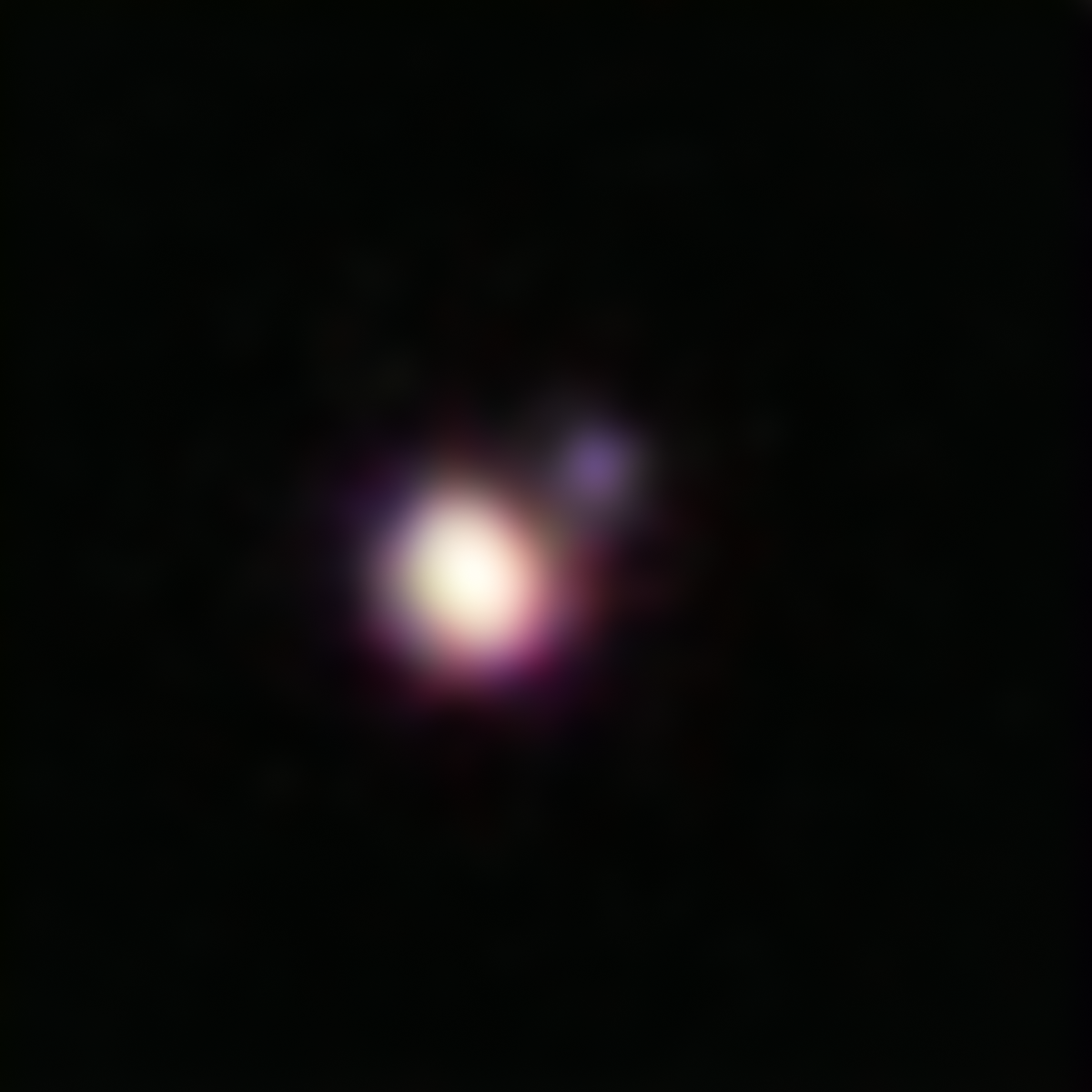
使用夏威夷的凱克II望遠鏡雷射導星自適應光學系統，以紅外線拍攝的CFBDSIR 1458+10，顯示是由兩顆棕矮星組成的聯星系統。

棕矮星是質量介於最重的氣態巨行星和最輕的恆星之間的一種次恆星，具體而言，質量介於13至75或80倍木星質量，或大約2.5×1028 kg 至大約1.5×1029 kg。低於這個範圍的是次棕矮星（有時被稱為流浪行星），質量在這之上的是最輕的恆星紅矮星。棕矮星可能只有對流，而沒有分層或化學分化深度。
不同於主序帶上的恆星，棕矮星的質量不足以維持核心中氫（1H）融合成氦的核融合反應。然而，它們介於13 MJ和65 MJ之間的質量，被認為可以進行氘（2H）和鋰（7Li）的核融合。人們還在爭議能否不以核融合反應來定義，而以形成的過程定義棕矮星。
恆星都按照光譜來分類，棕矮星的光譜分類為M、L、T和Y型。儘管它們都被稱為棕矮星，但仍然有著不同的顏色。以人眼能看見的許多棕矮星，它們可能是橙色或紅色。在可見光的波長範圍內，棕矮星都很黯淡。
已知有行星環繞的棕矮星有2M1207b、MOA-2007-BLG-192Lb、和J044144b。
距離地球最近的棕矮星是在2013年發現的盧曼16，這是距離6.5光年的一對聯星。截至2017年12月，在NASA的檔案中質量最大的系外行星是HR 2562 b，估計質量在30±15 MJ，已經超過行星和棕矮星質量分界（13 MJ）的兩倍多。

## 歷史

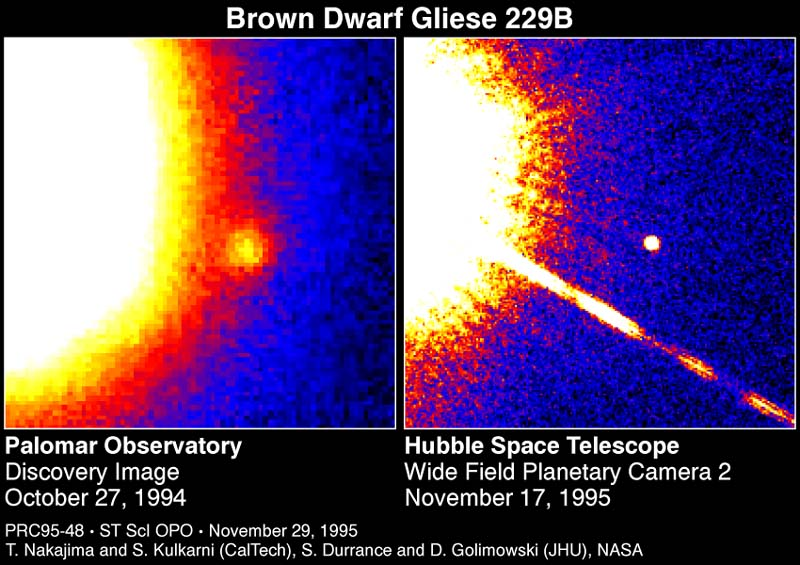
較小的天體是葛利澤229B，質量大約是20〜50木星質量，環繞著母恆星葛利澤229。這顆恆星位於天兔座，距離地球約19光年。

在1960年代，從理論上就已經推測出棕矮星的存在。

### 理論建立初期
在希夫·庫馬爾於1960年代建立理論時，現在所謂的“棕矮星”被稱為黑矮星 ；在對太空中自由漂流的次恆星天體的分類，這是一種不足以維持氫融合反應的天體。然而，（a）黑矮星這個名詞已被用來標示冷卻後的白矮星；（b）紅矮星可以燃燒氫；（c）這些天體在其生命的早期可能會發出可見光。正因為如此，這種天體曾經被提出的替代名詞包括子星和次恆星。在1975年，吉兒·塔特以其顏色接近棕色，提出了棕矮星這個名詞。
“黑矮星”這個名詞現在是指已經冷卻到不再發出可見光程度的白矮星。然而經過計算，即使是質量最低的白矮星，其冷卻到這樣的溫度所需要的時間也比目前的宇宙年齡還要長許多，因此預期這種天體尚不存在。
早期的理論認為質量最低的恆星和氫燃燒的極限在第一星族星是0.07太陽質量（M☉），在第二星族星是0.09M☉，而且不會經歷正常的恆星演化歷程，就成為一顆緻密星 。第一個自洽的氫燃燒最低質量計算，證實第一星族星的質量在0.07至0.08M☉ 。

### 氘燃燒
在1980年代後期，受到氘燃燒將質量下限縮減為0.012太陽質量，還有在棕矮星外層低溫的大氣層有塵埃形成的影響，引發對這些理論的質疑。然而，因為它們幾乎不發出可見光，所以很難找到這樣的天體。這些天體輻射最強的光譜主要在紅外線上，而地面上觀測紅外線的儀器當時還不夠精良，無法輕易地分辨出任何棕矮星。
從那時以來，通過各種方法進行的多次搜索都在尋找這種天體。這些方法包括環繞著視野星的多色成像調查、調查主序星中矮星和白矮星的黯淡伴星、調查年輕星團、和監測徑向速度以尋找緊鄰的伴星。

### GD165B和“L”類
多年來，發現棕矮星的努力毫無結果。然而在1988年，在以紅外線搜索發搜尋白矮星的工作中發現一顆被稱為“GD 165”的恒星有黯淡的伴侶。GD 165B的光譜是非常的紅且神祕，但沒有顯示預期的低質量紅矮星特徵。很顯然的GD 165B需要歸類在比當時已知的小矮星更冷的物體。GD 165B在將近10年的期間都是獨一無二的，直到2微米全天巡天（2MASS）的調查展開，才發現更多具有這一類色彩和光譜特徵的天體。
如今，GD 165B被認為是“L矮星”這一類型天體的原型。
儘管當時發現最低溫矮星的意義重大，但爭論的是GD 165B是該歸類為棕矮星，還僅僅是一顆質量很低的恆星。因為從外觀上來講，很難區分這兩種天體。
在發現GD 165B之後，其它的棕矮星候選者報告很快的就被提出。但是，大多數的候選者因為缺乏鋰，表明它們只是一顆恆星，因而喪失了後者的資格。真正的恆星在一億年不到的時間就會燃燒掉鋰，但棕矮星不會；而令人困惑的是棕矮星的亮度和溫度都類似於真正的恆星。因此，在年齡超過一億歲的天體大氣中檢測到鋰，才能確認它是一顆棕矮星。

### 葛利澤229B和“T”型甲烷矮星
在1995年，棕矮星的研究有了極大的突破，發現了兩個無可置疑的次恆星天體（泰德 1和葛利澤229B），並且以670.8奈米的譜線確認了鋰的存在。其中最著名的是後者，它被發現溫度和亮度都遠低於恆星的範圍。引人注目的是，其紅外線光譜清楚的呈現2微米的甲烷吸收帶，這種特徵以前只在巨行星和土星的衛星泰坦的光譜中觀測到。甲烷的吸收不會在主序星的溫度下出現，此一發現協助建立了另一類溫度比L矮星更低的“T矮星”，葛利澤229B就是此一類型的原型。
第一次確認的棕矮星是由西班牙天文物理學家Rafael Rebolo（領導者）、瑪麗亞·羅莎·薩派特羅·奧索裡奧和愛德華多·馬丁在1994年發現的。他們發現的這個天體被稱為泰德 1，位於疏散星團昴宿星團內。發現的本文袃1995年春天提交給自然雜誌，該雜誌在1995年9月14日發表。自然在頭版頭條，很顯目的標示“棕矮星的發現，正式版”。
發現泰德1的影像是IAC的團隊在1994年1月6日使用泰德峰天文台口徑80公分的望遠鏡（IAC 80）蒐集影像，而根據紀載，它的光譜是在1994年12月使用穆查丘斯罗克天文台（拉帕爾馬島）4.2米的威廉·赫歇耳望遠鏡採集的。因為泰德1是昴宿星團的成員，它的距離、化學組成、和年齡，才能被估計出來。使用最先進的恆星演化模型，團隊估計泰德1的質量是55木星質量，這顯然低於恆星質量的下限。這個天體隨後成為年輕棕矮星工作相關引用的參考。
在理論上，質量低於65木星質量的棕矮星，在其演化過程中的任何時間點上都不會引燃鋰燃燒的過程。事實上，檢測鋰的原則是調查低光度和低表面溫度天體的本質之一。
由凱克I望遠鏡所獲得的高品質光譜資料，顯示泰德1一直保持形成昴宿星團的分子雲原本的組成分，也證實在核心始終未進行鋰燃燒的核融合反應。這些觀測確認泰德1是一顆棕矮星，也驗證了鋰光譜測試的成效。
有一段時間，泰德1是太陽系之外，經由直接觀測能見到的最小的天體。迄今，確認的棕矮星已經超過1,800顆，甚至有一些非常靠近地球，像是被引力束縛在一起，距離太陽大約12光年的一對棕矮星印地安座εBa和Bb，還有距離僅有6.5光年的棕矮星聯星Luhman 16。

## 理論
恆星誕生的標準機制是通過冷星際雲的氣體和塵埃形成引力坍縮。當雲氣收縮時，因為釋放出重力位能而使它的溫度升高。在進行收縮的早期，氣體會迅速的放熱，將多餘的能量輻射出去，使坍縮繼續進行。最後，中心區域會變得足夠緻密而陷阱輻射。因此，坍縮的雲氣中心溫度和密度隨著時間的推移而急遽增加，這使得收縮減緩，直到原恆星核心的溫度和壓力大到足以引發熱核反應。大多數的恆星，經由熱核融合成的氣體和輻射壓力將支撐它阻止任何進一步的引力收縮。達到流體靜力平衡的恆星，會花費絕大部分的生命期在氫融合成氦的主序星時期。
然而，如果原恆星的質量大約低於0.08太陽質量，在核心不會點燃正常的核融合反應。重力收縮不足以讓這麼小的原恆星產生足夠的熱，而在核心的溫度達到可以引發核融合反應之前，密度已經達到使原子密集到足以創建量子狀態的電子簡併壓力。依據棕矮星內部的模型，典型的核心溫度、壓力和密度將如下式預期所示： 
- {\displaystyle 10\,\mathrm {g/cm^{3}} \,\lesssim \,\rho _{c}\,\lesssim \,10^{3}\,\mathrm {{g}/{cm^{3}}} }
- {\displaystyle T_{c}\lesssim 3\times 10^{6}\,\mathrm {K} }
- {\displaystyle P_{c}\sim 10^{5}\,\mathrm {Mbar} }。

這意味著這顆原恆星是質量不夠和密度不足以達到維持氫融合所需要的條件。由電子簡併壓力所達到的密度和壓力，阻止了物質繼續向核心掉落。
進一步阻止引力收縮的結果是“失敗的恒星”，或是棕矮星只是經由冷卻釋放掉其內部的熱能。

### 高質量棕矮星VS低質量恆星
- 鋰普遍存在於棕矮星，而不存在於低質量恆星。要成為恆星，必需進行氫融合反應，這會迅速消耗掉它們的鋰。這是因為鋰-7和質子的碰撞會產生兩顆氦-4的原子核，而這種反應所需要的溫度恰好低於氫融合所需要的溫度。低質量恆星內部的對流確保整體的鋰會被耗盡，因此在次恆星的光譜中存在鋰線，是棕矮星候選者的強力指標。使用鋰來區分棕矮星和低質量恆星的方法通常稱為鋰測試，最早是由Rafael Rebolo、愛德華多·馬丁、和Antonio Magazzu提出的。然而，在非常年輕的恆星中，因為還沒有足夠的時間來燃燒掉，也還存在著鋰。更重的恆星，像太陽，可以將鋰保存在外層的大氣中，而永遠不會獲得足夠的溫度使鋰枯竭，不過從它們的大小已足以分辨出它們不是棕矮星。與此相反的，在質量範圍上限的棕矮星，在它們年輕的時候可以熱到足以耗盡鋰。矮星的質量超過65木星質量，在它們活到5億歲時就可以燒盡它們的鋰[21]，因此這種測試是不完美的。
- 不同於恆星，垂老的棕矮星有時會非常冷，冷到有很長的一段時間它們的大氣層可以收集到足以檢測出的甲烷含量。用這種方式確認的棕矮星包括葛利澤229B。
- 主序星可以很冷，但是有最低的熱光度，使它們可以穩定的維持核融合進行。這在每顆恆星都不一樣，但一般至少是太陽的0.01% [來源請求]。棕矮星既冷且黑暗，在它們的有生之年穩定的步入黑暗：足夠老的棕矮星將會為太暗，以至於偵測不到。
- 鐵雨很可能是棕矮星的大氣對流換熱過程的一部分對流層，而且只出現在棕矮星，而不會在小的恆星中。對鐵雨的光譜研究仍在進行中－－不是所有的棕矮星都有，也不是永遠都有這種異常的大氣。在2013年，在最靠近太陽系的Luhman 16伴星B的大氣層影像內發現異常的鐵含量[22]。

### 低質量棕矮星vs高質量行星

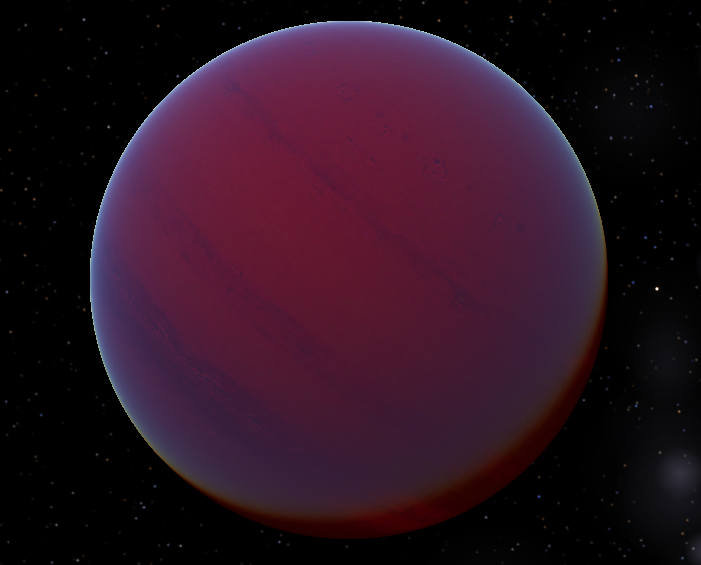
藝術家概念下環繞著HD 29587的伴星，棕矮星HD 29587B，估計它的質量是55木星質量。

棕矮星另一個顯著的特性是它們的半徑大約都與木星的半徑相同。在它們質量的上限範圍（60-90木星質量），棕矮星的體積主要由電子簡併壓力維持，如同白矮星。在質量的下限範圍（10木星質量），其體積是由庫倫壓力維持，如同行星。由此，棕矮星的半徑隨著質量變化的範圍僅有10-15%，這使得它們很難與行星區別開來。
此外，有許多的棕矮星沒有經歷過核融合：在質量的下限範圍（低於13木星質量），它們的核心從未熱到可以進行融合氘，甚至在質量的上限範圍（超過60木星質量），快速的冷卻使它們不能持續進行核融合，能進行核融合的時間大約只在1,000萬年以內。
X射線和紅外線光譜的分析也有些跡象。有些棕矮星能發出X射線；並且所有較溫暖的棕矮星持續地在紅光和紅外線的光譜中發出引人注目的光輝，直到它們的溫度低到像行星那樣（低於1,000K）。
氣體巨星有一些棕矮星的特性。例如，木星和土星兩者的主要成分都像太陽一樣，是氫和氦。而土星的質量只是木星的30%，但卻幾乎和木星一樣大。太陽系中的三顆巨大行星（木星、土星、和海王星）排放出來的熱量比從太陽收到的更多。而且4顆巨大的行星都有自己的“行星系統”—它們的衛星。棕矮星像恆星一樣，是單獨形成的，只是缺乏足夠的質量，不能像恆星一樣的燃燒。像所有的恆星一樣，它們可以是單獨的天體，也可以很靠近其他的恆星。有些軌道也像行星一樣，是橢圓的軌道。
目前，國際天文學聯合會考慮質量在可以燃燒氘的質量下限（目前以太陽系的金屬量計算是13木星質量）以上的天體是棕矮星，而在此質量下限以下（並且環繞其他恆星或恆星殘骸的），則被考慮是一顆行星。
以13木星質量做分界只是一個經驗法則，而不具有精確的物理意義。較大的天體會燒掉較多的氘，而較小的只會燒掉一些，13木星質量大約在它們中間點的位置。氘的數量在某種程度上也取決於天體本身的一些組成分，特別是氦和氘相較於其他重元素的比例，這些決定了大氣透明度、進而影響到該天體冷卻的速率。
太陽系外行星百科包含質量高達25木星質量的系外行星，系外行星資料瀏覽器也收錄24木星質量的行星。

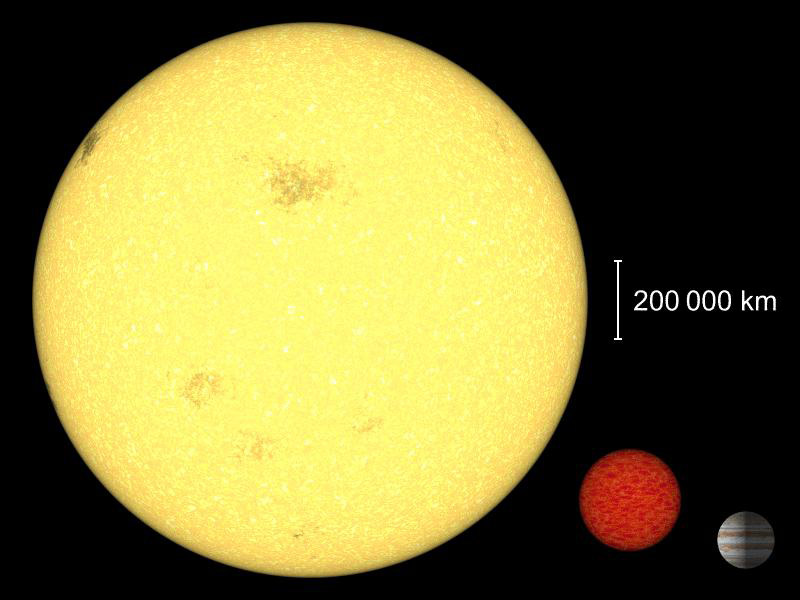
太陽、年輕的次棕矮星、和木星之間的大小比較。隨著次棕矮星的老化，它會逐漸冷卻和縮。

次棕矮星或“行星質量棕矮星”是在與恆星和棕矮星相同模式下形成的另一種天體（也就是說，它們經由氣體雲的坍縮，但是質量低於氘燃燒（大約13木星質量）的熱融合所需要的質量）。一些研究人員稱它們是自由漂浮行星，而另一些人則稱它們是行星質量棕矮星。
次棕矮星的形成方式與恆星相同，經由氣體雲的坍縮（或許有光侵蝕的協助），但是對於此過程是否會形成行星，以及在分類上則尚未取得共識自由漂浮次棕矮星在觀測上與最初在恆星形成，然後被逐出軌道的流浪行星沒有甚麼區別；另一方面，在星團中形成的次棕矮星也可能被捕獲，進入環繞恆星的軌道。國際天文學聯合會的太陽系外行星工作小組（WGESP）提出了“次棕矮星”這個名詞，定義為：在年輕星團中發現，質量在棕矮星質量下限之下的自由漂浮天體。

#### 低質量極限
氣體雲坍縮可以形成的次棕矮星質量下限大約是1 MJ。這是因為氣體的重力塌縮需要輻射能量，但受到透明度的限制會加熱天體。在一篇論文中描述了3 MJ的候選者。

#### 可能的行星質量棕矮星列表
環繞一顆或更多恆星
這些恆星的伴星是次棕矮星還是行星，還沒有獲得共識。
- WD 0806-661 B
- 室女座DT c
- 金牛座FW b
- ROXs 42b b

環繞著棕矮星
這些恆星的伴星是次棕矮星還是行星，還沒有獲得共識。
- 2MASS J04414489+2301513的伴星，質量為5–10MJ
- 2M1207b

自由漂浮
- WISE 0855–0714：距離地球約7光年，質量在3-10 MJ
- S Ori 52
- UGPS J072227.51-054031.2
- Cha 110913-773444
- CFBDSIR2149-0403

## 觀測

### 棕矮星的類型

#### 光譜類型M

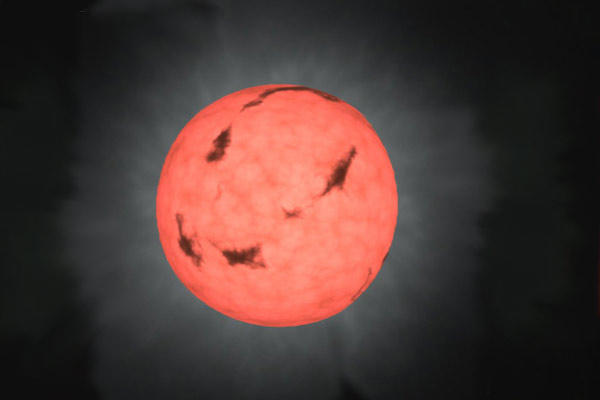
藝術家眼中晚期的M矮星。

光譜類型在M6.5與之後的恆星是棕矮星，它們也稱為後M矮星。

#### 光譜類型L

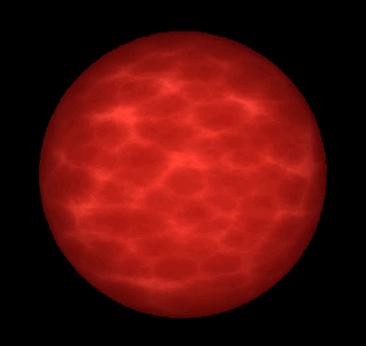
藝術家眼中的L矮星。

長期以來，M是古典的恆星光譜類型中溫度最低的一類。光譜以一氧化鈦（TiO）和釩氧化物（VO）分子的可見光吸收譜線為主。然而，GD 165B，白矮星GD 165的伴星，沒有標示M矮星的TiO吸收譜線特徵。隨著越來越多如同GD 165B的天體現身，最終導致柯克派翠克和其他人定義新的光譜類型，L矮星：在紅光區不是微弱的金屬氧帶（TiO、VO），而是強烈的金屬氫化物帶（FeH、CrH、MgH、CaH）和顯著的鹼金屬線（NaI、Kl、CsI、RbI）。截至2013年，已經確認的譜線超過900條，多數都是由廣域巡天：2微米全天巡天（2MASS）、近紅外南天深度巡天（DENIS）、和史隆數位巡天（SDSS）等的成果。

#### 光譜類型T

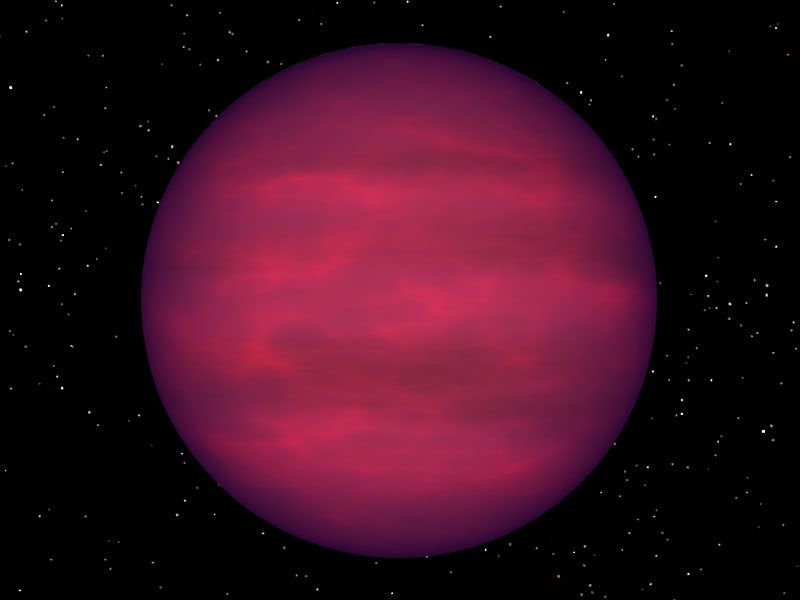
藝術家眼中的T矮星。

如同GD 165B是L矮星的原型，葛利澤229B是第二種光譜類型T矮星的原型。而近紅外線（NIR）光譜的L矮星顯示強烈的水（H2O）和一氧化碳（CO）的吸收線，葛利澤229B的近紅外線光譜主要的吸收線則來自甲烷（CH4），這種特徵只曾在太陽系巨大的土星和它的衛星泰坦發現過。CH4、H2O、和氫分子的碰撞誘導吸收（CIA，collision-induced absorption），使得葛利澤229B的近紅外影像呈現藍色。它陡峭的紅色光譜也缺乏L矮星的FeH和CrH吸收帶，反而有異常寬廣的鹼金屬鈉和鉀的吸收特徵。這些差異導致柯克·派翠克提出有H-和K-波段與CH4吸收特徵的T矮星光譜類型。截至2013年，已經知道的T矮星有355顆。最近，亞當和湯姆·格巴爾研擬了T矮星近紅外光譜分類的新方案。理論認為L矮星是混和了質量非常低的恆星和次恆星天體（棕矮星），而T矮星完全都由棕矮星組成。因為鈉和鉀的吸收在T矮星光譜中綠色的部分，在人類視覺感知的T矮星真實顏色應該是煤焦油染料的洋紅色，而不是棕色。光譜類型T的棕矮星，像是WISE 0316+4307，已經檢測出其距離太陽超過100光年。

#### 光譜類型Y

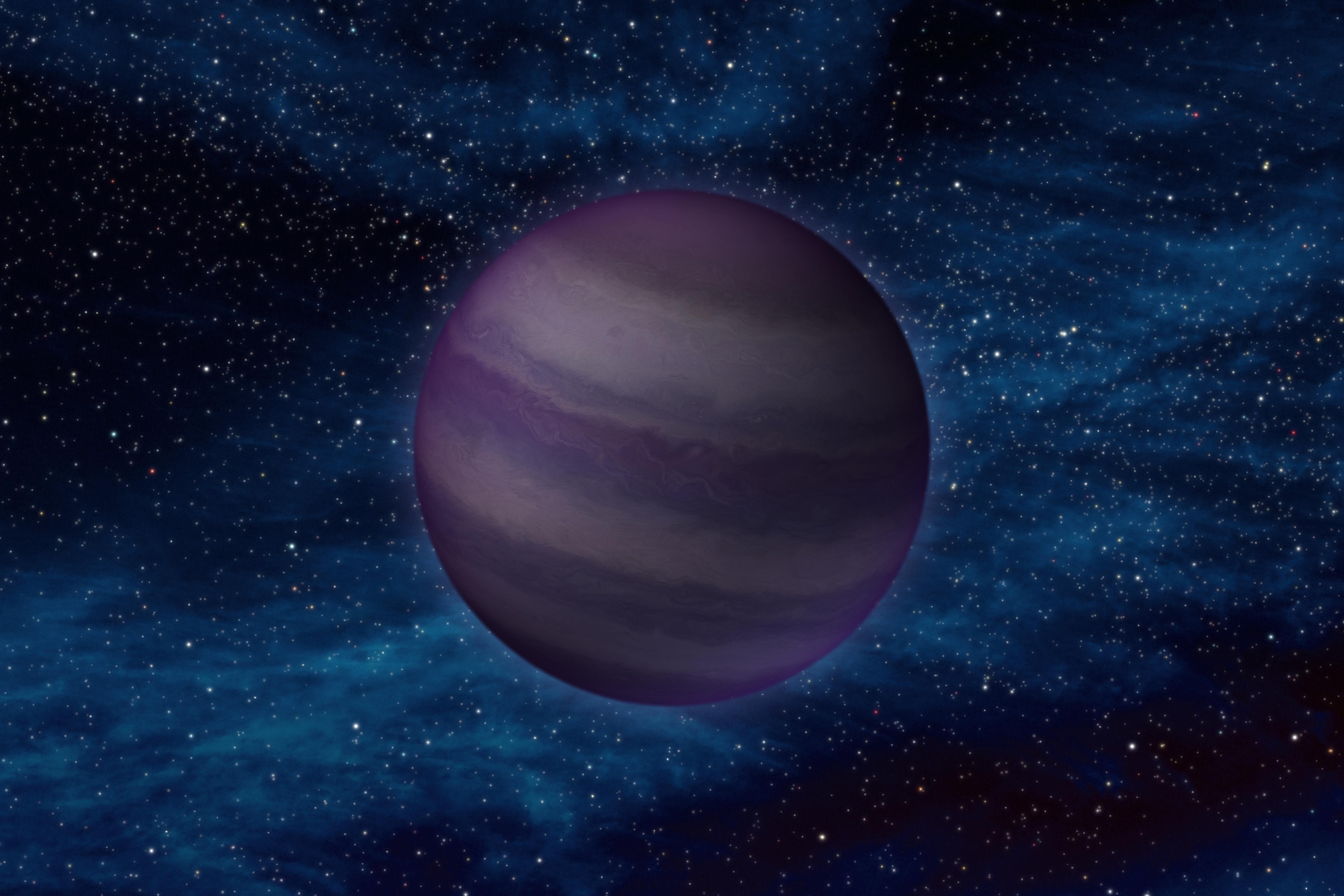
位於天琴座的Y型矮星WISE 1828+2650是目前已知溫度最低的棕矮星，最高估計溫度僅有 400 K（約 130°C）。此為藝術家的想像圖

還有一些人懷疑，如果還有的話，應該屬於Y型矮星，並預期它們將比T型矮星冷得多。雖然沒有明確定義的譜序，也尚未有原型，但它們已經有了模型。
在2009年，已知最冷的棕矮星溫度估計在500-600k之間，並已分配光譜為T9。有三顆棕矮星的例子，分別是CFBDS J005910.90-011401.3、ULAS J133553.45+113005.2、和ULAS J003402.77−005206.7。這些天體的光譜顯示在1.55微米附近的吸收譜。Delorme等人認為這些是氨的吸收譜線，應該被看作是T-Y的過渡，這些天體應該標誌為Y0。但是，這項特徵很難區分是否是水和甲烷的吸收，因此其它的作者認為歸類為Y0尚言之過早。
在2010年4月，發現了兩顆超級冷的次棕矮星（UGPS 0722-05和SDWFS 1433+35），被提出來做為光譜分類Y0的原型。
在2011年2月，Luhman等人報告在一顆白矮星發現了鄰近的伴星，是溫度大約300K，7木星質量的棕矮星。儘管這是行星的質量，但羅德里格斯等人認為它不可能像行星那樣的方法形成。
不久後，劉等人出版了一份非常冷（〜370K）的環繞著非常低質量棕矮星的棕矮星報表，並且註明鑒於它們的低光度、非典型的顏色和寒冷的溫度，CFBDS J1458+10B被架設是Y型矮星最有希望的候選者。
在2011年8月，科學家使用NASA的WISE資料發現6顆Y型矮星－有著像恆星的身體，但溫度與人體一樣冷。

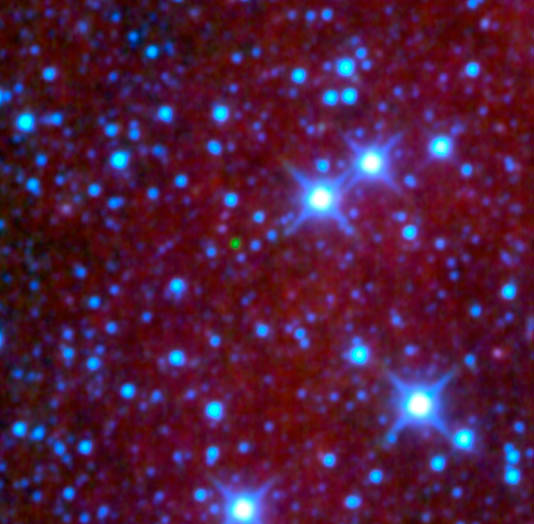
WISE 0458+6434是WISE發現的第一顆超級冷的棕矮星（綠色的點）。綠色和藍色來自於紅外線對應於可見光的顏色映射。

從WISE的資料已經發現了上百顆新的棕矮星，其中有14顆歸類為極冷的Y型矮星。一顆被稱為WISE 1828+2650的Y型矮星是在2011年8月發現的，是紀錄中溫度最低的棕矮星－完全沒有發射可見光。這種天體被認為像是自由漂浮行星，更勝於是恆星。最初估計WISE 1828+2650有溫度大約低於300K的大氣層—將它和室溫的上限298K（25 °C，80 °F）比較，它的溫度已經修正和更新為範圍在250至400K（−23–127 °C，−10–260 °F）。
在2014年4月，WISE 0855–0714被宣布其溫度輪廓估計在225至260K，質量在3-10木星質量，也很不尋常地觀測到它的視差，意味著它距離太陽系很近，只有7.2±0.7光年的距離。

### 棕矮星的光譜和大氣特性
L型和T型矮星的排放通量多數是在1至2.5微米的近紅外線範圍內。從後期M型、L型、T型序列的低溫和遞減的溫度，結果是在近紅外有著豐富的譜線和種類繁多的特點。從中性原子到廣泛的分子帶，所有的一切都在溫度、重力和金屬量上具有不同的依賴性和相對較窄的譜線。此外，在這些低溫條件下，有利於冷凝氣體的狀態和晶粒的形成。
棕矮星大氣的典型溫度範圍從2,200下降至750K。相較於恆星，內部穩定的核融合使自身暖起來，棕矮很快就結束並變得冰冷。質量大的棕矮星冷卻得比質量小的緩慢。

### 觀測的技術

行星的木星與棕矮星葛利澤229B和泰德1的大小比較。

日冕儀最近被用於檢測環繞著明亮恆星的暗弱天體，包括葛利澤229B。
配備了靈敏的電子耦合裝置（CCD）的望遠鏡已經用來尋遙遠星團中暗弱的天體，包括泰德1。
廣視野搜尋也已經確認一些獨立的黯淡天體，像是距離30光年遠的克魯1。
在搜尋系外行星的巡天調查中，經常會發現棕矮星。系外行星偵測法對棕矮星也一樣適用，而且還更為容易。

### 里程碑
- 1995:第一顆棕矮星被確認。泰德1是位於昴宿星團的一顆光譜類型為M8的天體，是被Instituto de Astrofísica de Canarias位於西班牙加那利群島中的拉帕爾瑪島上的穆查丘斯罗克天文台使用CCD篩檢出來的。

確認第一顆甲烷棕矮星。葛利澤229B是使用位於南加州帕洛馬山帕洛馬天文台60英吋反射鏡的自適應光學配合日冕儀，從銳化的影像中發現環繞著葛利澤229A（距離地球20光年遠）的這顆棕矮星。隨後，200英吋（5米）的海爾望遠鏡紅外線光譜顯示有大量的甲烷。
- 1998年：發現第一顆輻射出X射線的棕矮星。蝘蜓座α1是在蝘蜓座I暗星雲內的一個M8天體，被測出是一個X射線源，類似於對流的晚期型星。
- 1999年12月15日：第一次檢測到來自棕矮星的X射線閃焰。加州大學的一個團隊使用錢卓X射線天文台監測LP 944-20（距離16光年，60木星質量），觀察到2小時的閃焰。
- 2000年7月27日：第一次檢測到棕矮星的無線電發射（在閃焰和靜止期）。一個使用甚大天線陣研究LP 944-20的學生團隊在2001年3月15日的自然雜誌上發表了他們的成果。
- 2014年4月25日：發現已知最冷的棕矮星。WISE J085510.83-071442.5是距離地球7.2光年，是距離太陽第7近的一顆恆星，表面溫度在-13℃至-48℃[NASA][50]。

### 棕矮星和X射線源

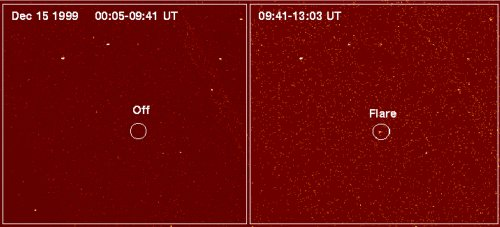
錢卓X射線天文台拍攝的LP 944-20在閃焰發生前和發生之後的影像。

自從1999年檢測到棕矮星的X射線閃焰，就建議改變有磁場的天體，將類似的低質量恆星也納入其中。
中心沒有強大核能來源，棕矮星的內部是在快速沸騰，或對流的狀態。當結合了大多數的棕矮星都展現出快速的自轉，為對流建立了強而有力的發展條件，在表面附近糾結磁場。錢卓X射線天文台觀測到來自LP 944-20的閃焰有可能起源自棕矮星表面下的湍流磁化熱材料。部分表面的閃焰可以傳導熱進入大氣層，使電流流動，產生X射線閃焰，就像發生閃電。在非燃燒期間缺乏來自LP 944-20的X射線也是一個值得注意的結果。它設置了最低能量以觀測棕矮星產生的穩定X閃焰能量，並顯示當棕矮星的表面溫度低於2800K時，日冕不再出現，並成為電中性。
使用NASA的錢卓X射線天文台，科學家已經在一個多星系統中發現來自低質量棕矮星的X射線。這是第一次在靠近母恆星（類似太陽的恆星TWA 5A）的棕矮星解析出X射線來自日東京中央大學的坪井（Yohko tsuboi）說：“我們的錢卓資料顯示，X射線起源於棕矮星日面的電漿，它們的溫度高達300萬℃”，“這顆棕矮星的X射線亮得如同今天的太陽，但是它比太陽小了50倍”。“因此，這種觀測提高了巨大行星可能會在它們的青春期發出X射線的可能性！”

### 最近的發展
位於蝘蜓座，距離地球500光年的棕矮星蝘蜓座110913-773444，可能是一個形成過程中的微型行星系統。來自賓夕法尼亞州立大學的天文學家相信他們檢測到類似於太陽系形成假說的氣體和塵埃盤面。Cha 110913-773444是迄今為止發現最小的棕矮星（8倍木星質量），如果它形成行星系統，它將是已知系統中最小的一個。他們的研究結果發表在2005年12月10日的天文物理雜誌。
目前觀測已知的棕矮星候選者已經揭露一種模式，紅外線輻射的閃耀和模糊不清，顯示相對較低的溫度，還有不透明的雲遮蔽內部的熱，激起極端的風。在這些天體上的天氣是極端劇烈的，可以媲美並遠遠超過木星上著名的大紅斑。
在2013年1月8日，天文學家使用NASA的哈伯太空望遠鏡和史匹哲太空望遠鏡探測被命名為2MASS J22282889-431026的棕矮星，繪製出迄今最詳細的棕矮星天氣圖，它顯示風力驅動著行星大小的雲。新的研究不僅是對棕矮星有更進一步的理解，也是研究太陽系外行星大氣的踏腳石。
NASA的WISE任務已經檢測到200顆新的棕矮星。實際上，在宇宙中鄰近我們的棕矮星比過去認知的要少。並非每有一顆棕矮星就有一顆恆星，而是每有一顆棕矮星，可能就有6顆恆星。

## 環繞棕矮星的行星

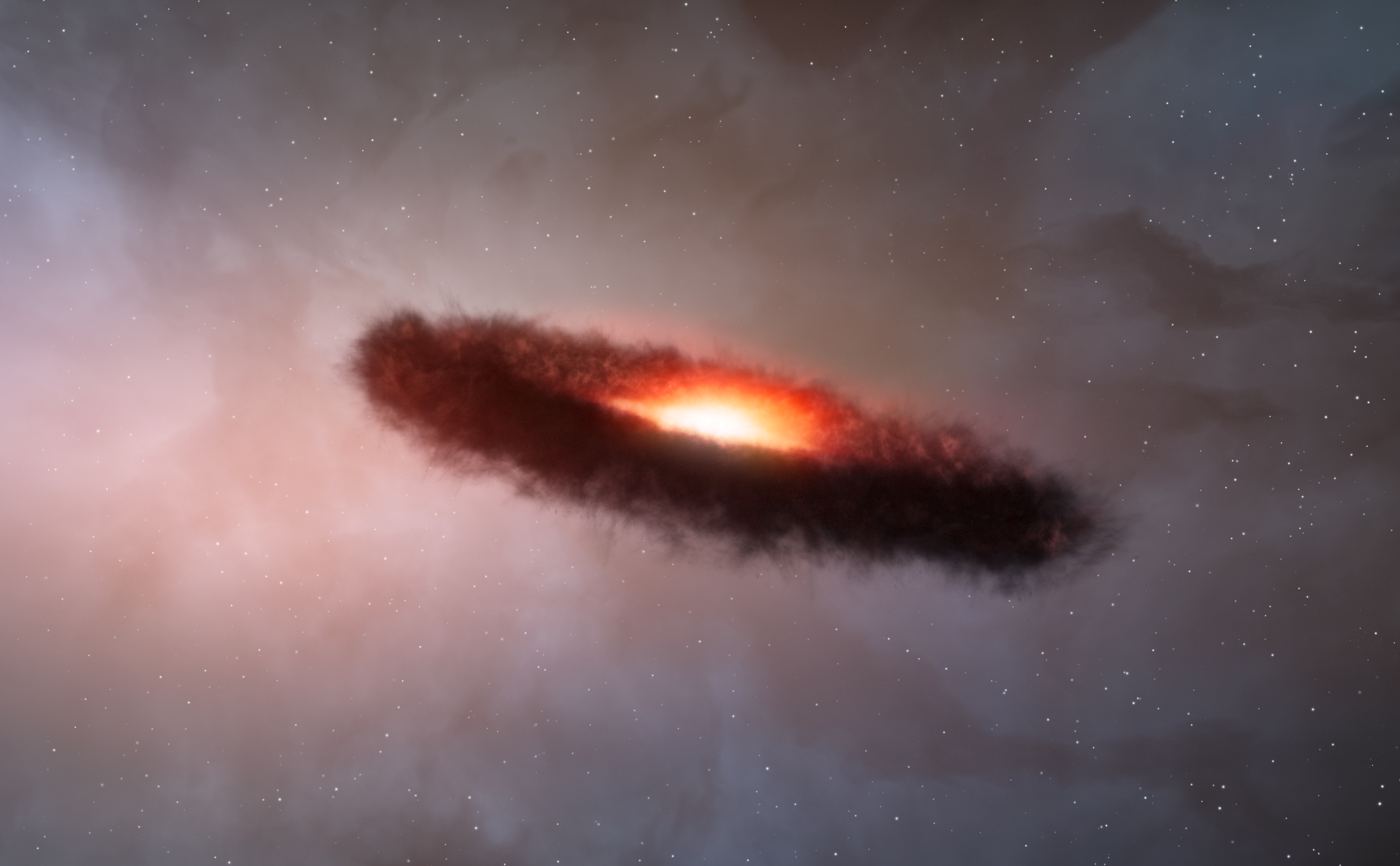
藝術家印象下的棕矮星和周圍的氣體與塵埃盤。

從相對較大的質量與大軌道推斷，環繞著棕矮星的行星質量天體2M1207b、豺狼座GQ b和2MASS J044144，可能是由環繞著棕矮星的雲氣塌縮而成，而不是吸積形成的，所以可能是次棕矮星而不是行星。然而，在2013年，發現第一顆在一個相對較小的軌道上環繞著棕矮星的低質量伴星（OGLE-2012-BLG-0358L b）。
環繞著棕矮星的盤面已經發現有許多特徵與恆星相同；因此預期會有吸積形成的行星環繞著棕矮星。有鑑於棕矮星盤面的低質量，大多數的行星將會是類地行星，而不是氣體巨星。如果有一顆環繞棕矮星的氣體巨行星橫越過我們的視線，然後，因為它們有著大約相似的直徑，會產生很明顯的凌日的訊號。行星的吸積區很接近棕矮星本身時，潮汐力就會有很大的影響。
環繞著棕矮星的行星很可能是耗盡水的碳行星。

## 棕矮星之最
- WD 0137-349 B:第一次確認倖存於紅矮星階段之後的棕矮星[61]。
- 在1984年，有一些天文學家假設可能有尚未被發現，環繞著太陽的棕矮星（有時被稱為復仇者），可以像經過的恆星一樣，和歐特雲產生交互作用。但這個理論已經沒落了[62]。

| 棕矮星                               | 棕矮星                                                        | 棕矮星     | 棕矮星                    | 棕矮星   | 棕矮星                                         |
| 標題                                 | 棕矮星名稱                                                    | 光譜類型   | RA/Dec                    | 星座     | 註解                                           |
| ------------------------------------ | ------------------------------------------------------------- | ---------- | ------------------------- | -------- | ---------------------------------------------- |
| 第一顆發現                           | 泰德1（昴宿，疏散星團）                                       | M8         | 3h47m18.0s +24°22'31"     | 金牛座   | 1989年和1994的影像                             |
| 第一個日冕儀影像                     | Gliese 229 B                                                  | T6.5       | 06h10m34.62s −21°51'52.1" | 豺狼座   | 1994年發現                                     |
| 第一個微太陽系（planemo）            | 2MASSW J1207334-393254                                        | M8         | 12h07m33.47s −39°32'54.0" | 半人馬座 |                                                |
| 第一顆有行星質量天體環繞的           | 2M1207                                                        |            |                           |          | 在2004年發現                                   |
| 第一顆有塵埃盤的                     |                                                               |            |                           |          |                                                |
| 第一顆有偶極外向流                   |                                                               |            |                           |          |                                                |
| 第一顆曠野型（孤獨者）               | 泰德1                                                         | M8         | 3h47m18.0s +24°22'31"     | 金牛座   | 1995年                                         |
| 第一顆普通恆星的伴星                 | Gliese 229 B                                                  | T6.5       | 06h10m34.62s −21°51'52.1" | 豺狼座   | 1995年                                         |
| 第一對分光聯星棕矮星                 | PPL 15 A, B                                                   | M6.5       |                           | 金牛座   | Basri和Martin在1999年發現                      |
| 第一隊食聯星棕矮星                   | 2M0535-05                                                     | M6.5       |                           | 獵戶座   | Stassun等人在2006、2007年（距離大約450秒差距） |
| 第一顆T型棕矮星                      | 印地安座εBa，Bb                                               | T1 + T6    |                           | 印地安座 | 距離：3.626秒差距                              |
| 第一組三合棕矮星                     | DENIS-P J020529.0-115925 A/B/C                                | L5、L8和T0 | 02h05m29.40s −11°59'29.7" | 鯨魚座   | Delfosse等人在1997年，mentions                 |
| 第一顆暈宗矮星First halo brown dwarf | 2MASS J05325346+8246465                                       | sdL7       | 05h32m53.46s +82°46'46.5" | 雙子座   | Adam J. Burgasser等人在2003年                  |
| 第一顆晚期M光譜                      | 泰德1                                                         | M8         | 3h47m18.0s +24°22'31"     | 金牛座   | 1995年                                         |
| 第一顆L型光譜                        |                                                               |            |                           |          |                                                |
| 第一顆T型光譜                        | Gliese 229 B                                                  | T6.5       | 06h10m34.62s −21°51'52.1" | 豺狼座   | 1995年                                         |
| 最後期的T型光譜                      | ULAS J0034-00                                                 | T9         |                           | 鯨魚座   | 2007年                                         |
| 第一顆Y型光譜                        | CFBDS0059 – pending.它也被歸類為T9矮星，因為它酷似其他的T矮星 | ~Y0        |                           |          | 2008年                                         |
| 第一顆輻射X射線                      | 蝘蜓座α1                                                      | M8         |                           | 蝘蜓座   | 1998年                                         |
| 第一顆X射線閃焰                      | LP 944-20                                                     | M9V        | 03h39m35.22s −35°25'44.1" | 天爐座   | 1999年                                         |
| 第一顆無線電輻射（在閃焰和靜態）     | LP 944-20                                                     | M9V        | 03h39m35.22s −35°25'44.1" | 天爐座   | 2000年                                         |

| Brown Dwarfs | Brown Dwarfs                 | Brown Dwarfs | Brown Dwarfs              | Brown Dwarfs | Brown Dwarfs                                                                         |
| 標題         | 棕矮星名稱                   | 光譜類型     | RA/Dec                    | 星座         | 註解                                                                                 |
| ------------ | ---------------------------- | ------------ | ------------------------- | ------------ | ------------------------------------------------------------------------------------ |
| 最老的       |                              |              |                           |              |                                                                                      |
| 最年輕的     |                              |              |                           |              |                                                                                      |
| 最重的       |                              |              |                           |              |                                                                                      |
| 富金屬量     |                              |              |                           |              |                                                                                      |
| 貧金屬量     | 2MASS J05325346+8246465      | sdL7         | 05h32m53.46s +82°46'46.5" | 雙子座       | 距離〜10–30pc，金屬量0.1–0.01ZSol                                                    |
| 最輕的       |                              |              |                           |              |                                                                                      |
| 最大的       |                              |              |                           |              |                                                                                      |
| 最小的       |                              |              |                           |              |                                                                                      |
| 最遠的       | WISP 0307-7243               | T4.5         | 03h07m45.12s −72°43'57.5" |              | 距離：400秒差距                                                                      |
| 最近的       | Luhman 16                    |              |                           |              | 距離：〜6.5光年                                                                      |
| 最亮的       | 蒂加登星（Teegarden's star） | M6.5         |                           |              | jmag=8.4                                                                             |
| 最暗的       | WISE 1828+2650               | Y2           |                           |              | jmag=23                                                                              |
| 最熱的       |                              |              |                           |              |                                                                                      |
| 最冷的       | WISE J085510.83-071442.5     |              |                           |              | 溫度： -48至 -13 ℃                                                                   |
| 密度最大的   | 柯洛3b                       |              |                           |              | 凌日棕矮星柯洛3b有著22 MJ，直徑是木星的1.01±0.07倍。在標準條件下，它的密度稍高於鋨。 |
| 密度最低的   |                              |              |                           |              |                                                                                      |

## 外部連結
- HubbleSite newscenter – Weather patterns on a brown dwarf （页面存档备份，存于）

### 歷史
- S. S. Kumar, Low-Luminosity Stars. Gordon and Breach, London, 1969—an early overview paper on brown dwarfs
- The Columbia Encyclopedia

### 細目
- A current list of L and T dwarfs
- A geological definition of brown dwarfs, contrasted with stars and planets (via Berkeley)
- Neill Reid's pages at the Space Telescope Science Institute:
  - On spectral analysis of M dwarfs, L dwarfs, and T dwarfs
  - Temperature and mass characteristics of low-temperature dwarfs
- First X-ray from brown dwarf observed Archive.today的存檔，存档日期2012-12-06, Spaceref.com, 2000
- Brown Dwarfs and ultracool dwarfs（late-M, L, T） （页面存档备份，存于）—D. Montes, UCM
- Wild Weather: Iron Rain on Failed Stars （页面存档备份，存于）—scientists are investigating astonishing weather patterns on brown dwarfs, Space.com, 2006
- NASA Brown dwarf detectives （页面存档备份，存于）—Detailed information in a simplified sense
- Brown Dwarfs （页面存档备份，存于）—Website with general information about brown dwarfs（has many detailed and colorful artist's impressions）

### 恆星
- Cha Halpha 1 stats and history
- A census of observed brown dwarfs（not all confirmed）, ca 1998
- Epsilon Indi Ba and Bb[永久], a pair of brown dwarfs 12 ly away
- Luhman et al., Discovery of a Planetary-Mass Brown Dwarf with a Circumstellar Disk
- Discovery Narrows the Gap Between Planets and Brown Dwarfs, 2007
- Y-Spectral class for Ultra-Cool Dwarfs, N.R.Deacon and N.C.Hambly, 2006